# 검둥오리사촌
검둥오리사촌은 기러기목 오리과에 속하는 겨울철새이다. 

## 생김새
암수 모두 날아갈 때 흰색 날개깃이 있어 날아갈 때 명확하게 보인다. 수컷은 전체적으로 검은색이고 눈 주위가 흰색이다. 부리는 붉은색과 노란색이 섞여 있다. 윗부리 기부가 혹처럼 돌출되어 있다. 암컷은 전체적으로 흑갈색이고 얼굴 옆에 흰색 점이 있다. 어린새는 암컷과 비슷하지만 배가 때 묻은 것 같은 흰색이다.

## 생태
러시아 예니세이 강 동쪽으로 태평양 연안, 남쪽으로 몽골 북부에서 번식하고 캄차카, 한국, 중국, 일본에서 월동한다. 한국에서는 적은 수가 월동한다.

무리를 이루어 행동하는데 검둥오리와 섞여서 먹이를 찾기도 한다. 먹이로 조개류와 갑각류를 먹는다.

## 분류
과거에는 3아종으로 분류했는데 최근에는 검둥오리사촌(영어: Siberian scoter, 학명: Melanitta stejnegeri), White-winged Scoter(학명: Melanitta deglandi), 노랑부리검둥오리사촌(영어: Velvet scoter, 학명: Melanitta fusca)로 분류하고 있다.